# Tacuarembó
Tacuarembó är en stad i norra Uruguay och huvudort i departementet med samma namn. Den 24 oktober 1831, grundas formellt en by i departementet genom ett presidentdekret av dåvarande presidenten Don Fructuoso Rivera. Arbetet anförtroddes åt presidentens bror, överste Bernabe Rivera. Kort därefter lämnade flera familjer huvudstaden Montevideo i en karavan av hästkärror och slog sig ned vid den anvisade platsen vid floden Tacuaremboty - som på Guarani betyder "flod av vass".
Staden Tacuarembó är bland annat känd för att vara födelseorten för en av de mest kända tangosångarna, Carlos Gardel.